# Valenciai repülőtér
Valencia repülőtér (IATA: VLC, ICAO: LEVC) egy nemzetközi repülőtér Manises közelében (Spanyolország). A légikikötő 1933-ban nyílt meg. Éves utasforgalma 8 114 852 fő (2022). Üzemeltetője az AENA.

## Forgalom
Az utasforgalom az elmúlt években az alábbi módon változott:
| Utasok száma | 2 432 126 | 4 639 314 | 5 933 424 | 4 748 997 | 4 979 511 | 4 597 095 | 5 798 853 | 7 769 867 | 2 487 496 | 8 114 852 |
|              | 2003      | 2005      | 2007      | 2009      | 2011      | 2014      | 2016      | 2018      | 2020      | 2022      |

## Kifutópályák
A repülőtér futópályái:
- 04/22 (3215 m, 45 m, aszfalt)

## Légitársaságok és úticélok
2025-ben a Valenciai repülőtérről az alábbi járatok indulnak (Utoljára frissítve: 2025-08-16):

### Személy
| Légitársaság                  | Célállomások |
| ----------------------------- | --- |
| Aegean Airlines               | Szezonális: Athens |
| Air Algérie                   | Szezonális: Algiers |
| Air Cairo                     | Cairo, Hurghada, Luxor |
| Air Europa                    | Madrid, Palma de Mallorca |
| Air France                    | Párizs-Charles de Gaulle repülőtér |
| Air Serbia                    | Belgrád |
| Air Transat                   | Montréal–Trudeau |
| airBaltic                     | Szezonális: Riga |
| Austrian Airlines             | Bécs |
| Binter Canarias               | Gran Canaria, Tenerife–North |
| British Airways               | London–Heathrow |
| Brüsszel Airlines             | Brüsszel |
| Dan Air                       | Bukarest–Otopeni |
| easyJet                       | Amszterdam, Berlin, Lisbon, London–Gatwick Szezonális: Basel/Mulhouse, Genf |
| Eurowings                     | Düsseldorf Szezonális: Köln/Bonn, Hamburg, Prága, Stuttgart |
| FlyOne                        | Szezonális: Chisinau |
| Iberia                        | Barcelona, Bilbao, Ibiza, Madrid, Málaga, Menorca, Palma de Mallorca, Seville Szezonális: Fuerteventura,[forrás?] Funchal, Jerez de la Frontera,[forrás?] Lanzarote,[forrás?] Tenerife–North[forrás?], Vigo |
| KLM                           | Amszterdam |
| Lufthansa                     | Frankfurt, München |
| Luxair                        | Szezonális: Luxembourg |
| Norwegian Air Shuttle         | Szezonális: Koppenhága, Oslo |
| Play                          | Szezonális: Reykjavík–Keflavík |
| Royal Air Maroc Express       | Casablanca |
| Ryanair                       | Bari, Beauvais, Bergamo, Berlin, Birmingham, Bologna, Bristol, Brüsszel, Budapest, Cagliari, Charleroi, Köln/Bonn, Cork, Dublin, Eindhoven, Gran Canaria, Ibiza, Karlsruhe/Baden-Baden, Krakkó, Lanzarote, Lisbon, London–Stansted, Málaga, Manchester, Marrakech, Marseille, Memmingen, Milan–Malpensa, Nantes, Naples, Nuremberg, Palermo, Palma de Mallorca, Pisa, Porto, Poznań, Róma–Fiumicino, Santander, Santiago de Compostela, Seville, Szófia, Tangier, Tenerife–North, Tenerife–South, Toulouse, Treviso, Trieste, Turin, Verona, Bécs, Wrocław Szezonális: Agadir, Belfast–International, East Midlands, Edinburgh, Fès, Hahn, Hamburg, Lamezia Terme, Malta, Menorca, Pescara, Stockholm–Arlanda |
| Scandinavian Airlines         | Szezonális: Koppenhága |
| Smartwings                    | Prága |
| Swiss International Air Lines | Genf, Zürich |
| TAP Air Portugal              | Lisbon |
| Transavia                     | Amszterdam, Eindhoven, Párizs–Orly, Rotterdam/The Hague Szezonális: Lyon |
| Turkish Airlines              | Istanbul |
| Volotea                       | A Coruña, Asturias, Bilbao, Lyon |
| Vueling                       | Algiers, Amszterdam, Barcelona, Bilbao, Brüsszel, Gran Canaria, Lisbon, Palma de Mallorca, Párizs–Orly, Róma–Fiumicino, Seville, Tenerife–North Szezonális: Ibiza, London–Gatwick |
| Wizz Air                      | Bukarest–Otopeni, Budapest, Cluj-Napoca, Iași (kezdődik 2025 október 27-től), Krakkó, London–Luton (kezdődik 2026. március 29.), Milan–Malpensa, Róma–Fiumicino, Szófia, Timişoara, Tirana, Venice (kezdődik 2025 december 1-től), Varsó–Chopin |

### Cargo
| Légitársaság | Célállomások  |
| ------------ | ------------- |
| Swiftair     | Ibiza, Madrid |
| UPS Airlines | Köln/Bonn     |